# Campeonato Mundial de Ciclismo en Pista de 2012
El CIX Campeonato Mundial de Ciclismo en Pista se celebró en Melbourne (Australia) entre el 4 y el 8 de abril de 2012 bajo la organización de la Unión Ciclista Internacional (UCI) y la Federación Australiana de Ciclismo.
Las competiciones se realizaron en el velódromo Hisense Arena de la ciudad australiana. Fueron disputadas 19 pruebas, 10 masculinas y 9 femeninas.

## Medallistas

### Masculino
| Evento                          | Oro                                                                                             | Plata                                                                      | Bronce                                                               |
| ------------------------------- | ----------------------------------------------------------------------------------------------- | -------------------------------------------------------------------------- | -------------------------------------------------------------------- |
| Velocidad individual (07.04)    | Grégory Baugé Francia                                                                           | Jason Kenny Reino Unido                                                    | Chris Hoy Reino Unido                                                |
| Velocidad por equipos (04.04)   | Australia Shane Perkins Scott Sunderland Matthew Glaetzer 43,266                                | Francia Grégory Baugé Kévin Sireau Michaël D'Almeida 43,267                | Nueva Zelanda Ethan Mitchell Sam Webster Edward Dawkins 43,812       |
| Persecución individual (07.04)  | Michael Hepburn Australia 4:15,839                                                              | Jack Bobridge Australia 4:16,313                                           | Westley Gough Nueva Zelanda 4:16,945                                 |
| Persecución por equipos (04.04) | Reino Unido Edward Clancy Steven Burke Peter Kennaugh Geraint Thomas Andrew Tennant 3:53,295 RM | Australia Glenn O'Shea Jack Bobridge Rohan Dennis Michael Hepburn 3:53,401 | Nueva Zelanda Aaron Gate Sam Bewley Westley Gough Marc Ryan 3:57,592 |
| 1 km contrarreloj (05.04)       | Stefan Nimke · Alemania · 1:00,082                                                              | Michaël D'Almeida Francia 1:00,509                                         | Simon van Velthooven Nueva Zelanda 1:00,543                          |
| Carrera por puntos (07.04)      | Cameron Meyer Australia 33 pts.                                                                 | Benjamin Swift Reino Unido 32 pts.                                         | Kenny De Ketele · Bélgica · 30 pts.                                  |
| Scratch (04.04)                 | Benjamin Swift Reino Unido                                                                      | Nolan Hoffman Sudáfrica                                                    | Wim Stroetinga · Países Bajos                                        |
| Keirin (08.04)                  | Chris Hoy Reino Unido                                                                           | Maximilian Levy · Alemania                                                 | Jason Kenny Reino Unido                                              |
| Madison (08.04)                 | Kenny De Ketele · Gijs Van Hoecke · Bélgica · 24 pts.                                           | Benjamin Swift Geraint Thomas Reino Unido 18 pts.                          | Leigh Howard Cameron Meyer Australia 11 pts.                         |
| Ómnium (06.04)                  | Glenn O'Shea Australia 22 pts.                                                                  | Zachary Bell · Canadá · 28 pts.                                            | Lasse Norman Hansen Dinamarca 29 pts.                                |

### Femenino
| Evento                          | Oro                                                              | Plata                                                                | Bronce                                                                |
| ------------------------------- | ---------------------------------------------------------------- | -------------------------------------------------------------------- | --------------------------------------------------------------------- |
| Velocidad individual (06.04)    | Victoria Pendleton Reino Unido                                   | Simona Krupeckaitė · Lituania                                        | Anna Meares Australia                                                 |
| Velocidad por equipos (04.04)   | Alemania · Miriam Welte · Kristina Vogel · 32,549 RM             | Australia Anna Meares Kaarle McCulloch 32,597                        | China Gong Jinjie Guo Shuang 32,870                                   |
| Persecución individual (08.04)  | Alison Shanks Nueva Zelanda 3:30,199                             | Wendy Houvenaghel Reino Unido 3:32,340                               | Ashlee Ankudinoff Australia 3:33,593                                  |
| Persecución por equipos (05.04) | Reino Unido Danielle King Laura Trott Joanna Rowsell 3:15,720 RM | Australia Annette Edmondson Melissa Hoskins Josephine Tomic 3:16,943 | Canadá · Tara Whitten · Jasmin Glaesser · Gillian Carleton · 3:19,529 |
| 500 m contrarreloj (08.04)      | Anna Meares Australia 33,010 RM                                  | Miriam Welte · Alemania · 33,626                                     | Jessica Varnish Reino Unido 33,999                                    |
| Carrera por puntos (05.04)      | Anastasiya Chulkova · Rusia · 31 pts.                            | Jasmin Glaesser · Canadá · 28 pts.                                   | Caroline Ryan Irlanda 24 pts.                                         |
| Scratch (06.04)                 | Katarzyna Pawłowska · Polonia                                    | Melissa Hoskins Australia                                            | Kelly Druyts · Bélgica                                                |
| Keirin (07.04)                  | Anna Meares Australia                                            | Yekaterina Gnidenko · Rusia                                          | Kristina Vogel · Alemania                                             |
| Ómnium (07.04)                  | Laura Trott Reino Unido 28 pts.                                  | Annette Edmondson Australia 31 pts.                                  | Sarah Hammer Estados Unidos 36 pts.                                   |

## Medallero
| Núm. | País           | Oro | Plata | Bronce | Total |
| ---- | -------------- | --- | ----- | ------ | ----- |
| 1    | Australia      | 6   | 6     | 3      | 15    |
| 2    | Reino Unido    | 6   | 4     | 3      | 13    |
| 3    | Alemania       | 2   | 2     | 1      | 5     |
| 4    | Francia        | 1   | 2     | 0      | 3     |
| 5    | Rusia          | 1   | 1     | 0      | 2     |
| 6    | Nueva Zelanda  | 1   | 0     | 4      | 5     |
| 7    | Bélgica        | 1   | 0     | 2      | 3     |
| 8    | Polonia        | 1   | 0     | 0      | 1     |
| 9    | Canadá         | 0   | 2     | 1      | 3     |
| 10   | Lituania       | 0   | 1     | 0      | 2     |
| 10   | Sudáfrica      | 0   | 1     | 0      | 1     |
| 12   | China          | 0   | 0     | 1      | 1     |
| 12   | Dinamarca      | 0   | 0     | 1      | 1     |
| 12   | Estados Unidos | 0   | 0     | 1      | 1     |
| 12   | Irlanda        | 0   | 0     | 1      | 1     |
| 12   | Países Bajos   | 0   | 0     | 1      | 1     |
|      | TOTAL          | 19  | 19    | 19     | 57    |